# Laska
A laska régi magyar szőlőfajta, amely a filoxérát követően szorult háttérbe. Napjainkban csak néhány tőke található meg belőle Magyarországon. A laska bora testes, magas csersavtartalmú, a bordeaux-i fajtákból készített borokra emlékeztet.